# 家門の危機
家門の危機（かもんのきき、原題：가문의 위기－가문의 영광2）は、2005年公開の韓国映画。家門シリーズの第二作であり、前作は『大変な結婚』、次作は『家門の復活』。

## キャスト
- シン・ヒョンジュン：チャン・インジェ（長男）
- キム・ウォニ：キム・ジンギョン（ウル中央地方検察庁検事）
- キム・スミ：ホン・ドクチャ女史
- タク・チェフン：チャン・ソクチェ（次男）
- コン・ヒョンジン：ポン検事
- イム・ヒョンジュン：チャン・ギョンジェ（三男）